# Фридрихсру (Шлезвиг-Гольштейн)
Фри́дрихсру́ (нем. Friedrichsruh) — посёлок на севере Германии, район Герцогство Лауэнбург, земля Шлезвиг-Гольштейн. Находится в 10 километрах от восточной окраины Гамбурга. Административно-территориально относится к общине городка Аумюле (нем. Aumühle).

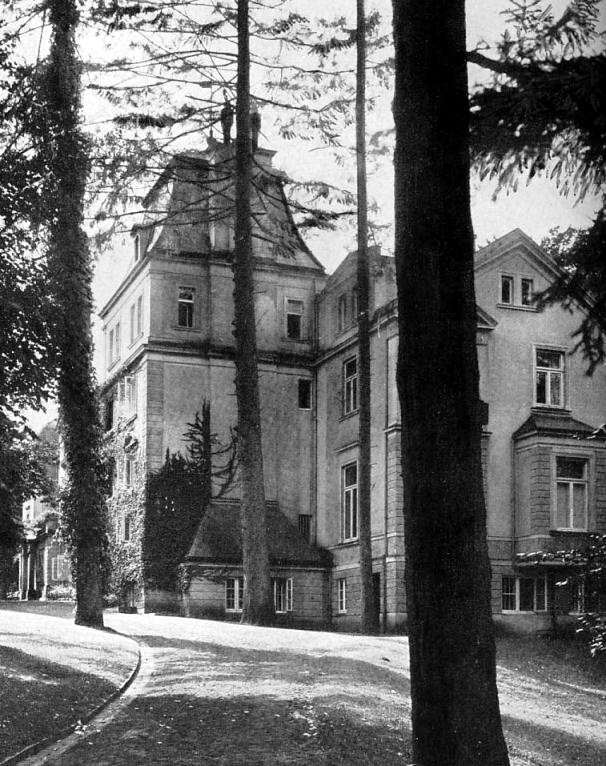
Имение Бисмарка во Фридрихсру

Фридрихсру расположен в глубине лесного массива, носящего название «Саксонский лес» (нем. Sachsenwald). Одноимённая маленькая и неприметная станция-полустанок на скоростной железнодорожной магистрали Гамбург-Берлин.
Поселение основано в 1763 г. графом Фридрихом Карлом Августом цу Липпе в качестве охотничьего имения. В наше время посёлок Фридрихсру составляют чуть более трёх десятков домов.
После войны с Францией в 1871 году поселение передаётся как подарок от кайзера Вильгельма Отто фон Бисмарку. До этого Саксонский лес принадлежал лично кайзеру, как его часть владений в герцогстве Лауэнбург. Харчевня находящаяся при железной дороге была перестроена в резиденцию канцлера, потомки князя фон Бисмарка до сих пор проживают в этой резиденции

## Достопримечательность
Достопримечательностью Фридрихсру является фамильное имение, могила-мавзолей, музей и архив «железного канцлера» Германии князя Отто фон Бисмарка (1815—1898). Здесь, в тишине и уединении, он провёл последние годы жизни после ухода в отставку в 1890 г. Здесь же в небольшом здании вокзала находится штаб-квартира федерального Фонда им. Отто Бисмарка.
Посёлок Фридрихсру не следует путать с посёлком Фридрихсруэ в федеральной земле Мекленбург — Передняя Померания.

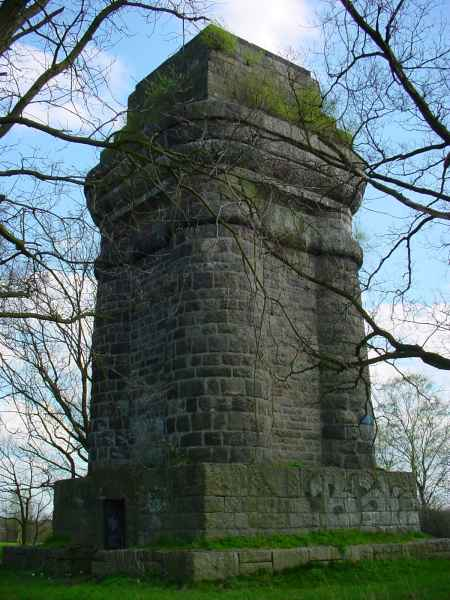
Башня Бисмарка. Современный вид
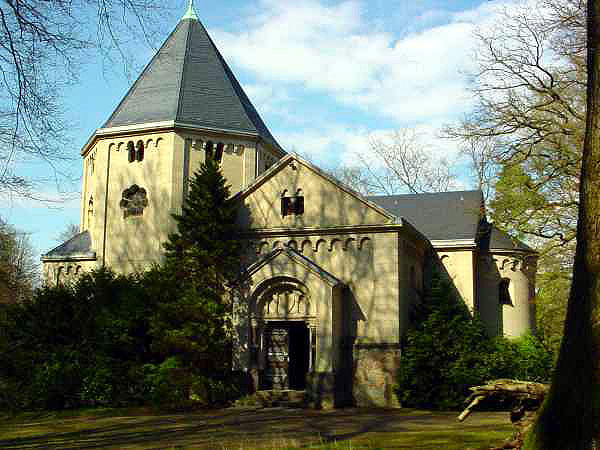
Мавзолей Отто Бисмарка